# Liancalomina fasciata
Liancalomina fasciata är en tvåvingeart som beskrevs av Octave Parent 1934. Liancalomina fasciata ingår i släktet Liancalomina och familjen styltflugor. Inga underarter finns listade i Catalogue of Life.